# Calverton (Nowy Jork)
Calverton – jednostka osadnicza w Stanach Zjednoczonych, w stanie Nowy Jork, w hrabstwie Suffolk na Long Island.